# Gebé Andor
Ifjabb Gebé Andor (Bubuliska, ma: Borhalom, 1855. november 15. – Budapest, 1910. október 16.) magyar görögkatolikus lelkész, teológiai doktor és tanár, egyházi író.

## Élete
Gebé András görögkatolikus lelkész és Dohovics Katalin (Dohovics Vazul munkácsi főesperes és a Magyar Tudományos Akadémia akadémia tagja leányának) fia. (A Gebé-család 1650. november 28-án nyert címeres nemes levelet.) A gimnáziumot Ungvárott végezte 1875-ben és augusztusban a munkács-egyházmegyei papnövendékek közé lépett. Az első évi teológiát Ungvárott a 2. évet Esztergomban a prímási szemináriumban, a 3. és 4. évet pedig Budapesten az egyetemen végezte, ahol az alapvető és az ágazatos hittanból a doktori szigorlatot letette. 1879. november 1-től 1880. augusztus 1-ig Ungvárott a papnövelőben egyházmegyei levéltárnok volt (szeptember 26-án misés pappá szentelték föl); szeptember 8-tól ugyanott a papnevelői intézetben mint tanulmányi felügyelő és líceumi helyettes teológiai tanár működött, egyedül az utóbbi minőségben 1881. június 15-től 1882. október 1-ig. Ekkor Kenézlőn (Szabolcs megye) lelkész lett. Innét 1886. február 7-én a püspöki líceumba rendes teológiai tanárnak nevezték  ki, ahol később működik.

## Művei
- 1. Bevezetés az ó-szövetségi szent könyvekbe. Kiadta dr. Grosz József, a 2. jav. kiadás után latin eredetiből szabadon magyarította. Eger, 1888
- 2. Bevezetés az új szövetségi szent könyvekbe. Kiadta dr. Grosz József, a 2. jav. kiadás után latin eredetiből magyarította. Eger, 1888
- 3. Bibliai régiségtan, dr. Ackermann Péter egykori bécsi egyetemi tanár kiadványa után latin eredetiből szabadon magyarította. Eger, 1889
- 4. A görög katholikus egyházban vasárnapokon és ünnepeken a szent liturgián felolvastatni szokott apostoli szakaszok magyarázata. Eger, 1892
- 5. A görög katholikus egyházban vasárnapokon és változó ünnepeken a köz-istentiszteleten felolvastatni szokott evangéliomi szakaszok magyarázata különös tekintettel a római katholikus egyház köz-istentiszteletén felolvastatni szokott evangéliumi szakaszokra. Eger, 1894
- 6. A görög katholikus egyházban állandó ünnepeken a köz-istentiszteleten felolvastatni szokott evangeliumi szakaszok magyarázata, különös tekintettel a római kath. egyház közistentiszteletén felolvastatni szokott evangeliumi szakaszokra. Ungvár, 1896
- 7. A görög katholikus egyházban a közistentiszteleten felolvastatni szokott evangeliumi szakaszok magyarázata, különös tekintettel a római katholikus anyaszentegyház közistentiszteletén felolvastatni szokott evangeliumi szakaszokra. Ungvár, 1898
- 8. Alsóbbrendű homiliák, h. n., 1904
- 9. Bosnyákország történelme a legrégibb időtől a magyar fenhatóság alatt (1102–1527.) Ungvár, 1908
  - reprint kiadás: Históriaantik Könyvesház, Budapest, 2015